# Künzell
Künzell est une municipalité allemande située dans le land de la Hesse et l'arrondissement de Fulda.

## Géographie
Künzell est situé en bordure de la Rhön, au sud-est de Fulda.
La commune de Künzell est divisée en districts de Pilgerzell, Engelhelms, Dirlos (avec Loheland et Dicker Turm), Dietershausen, Keulos, Wissels et Dassen. Le centre-ville lui-même est divisé en zones résidentielles de Künzell et de Bachrain.

## Jumelages
- Dingelstädt (Allemagne) depuis 1960
- Rustington (Royaume-Uni) depuis 2002

## Source
- (de) Cet article est partiellement ou en totalité issu de l’article de Wikipédia en allemand intitulé « Künzell » (voir la liste des auteurs).